# Piperin

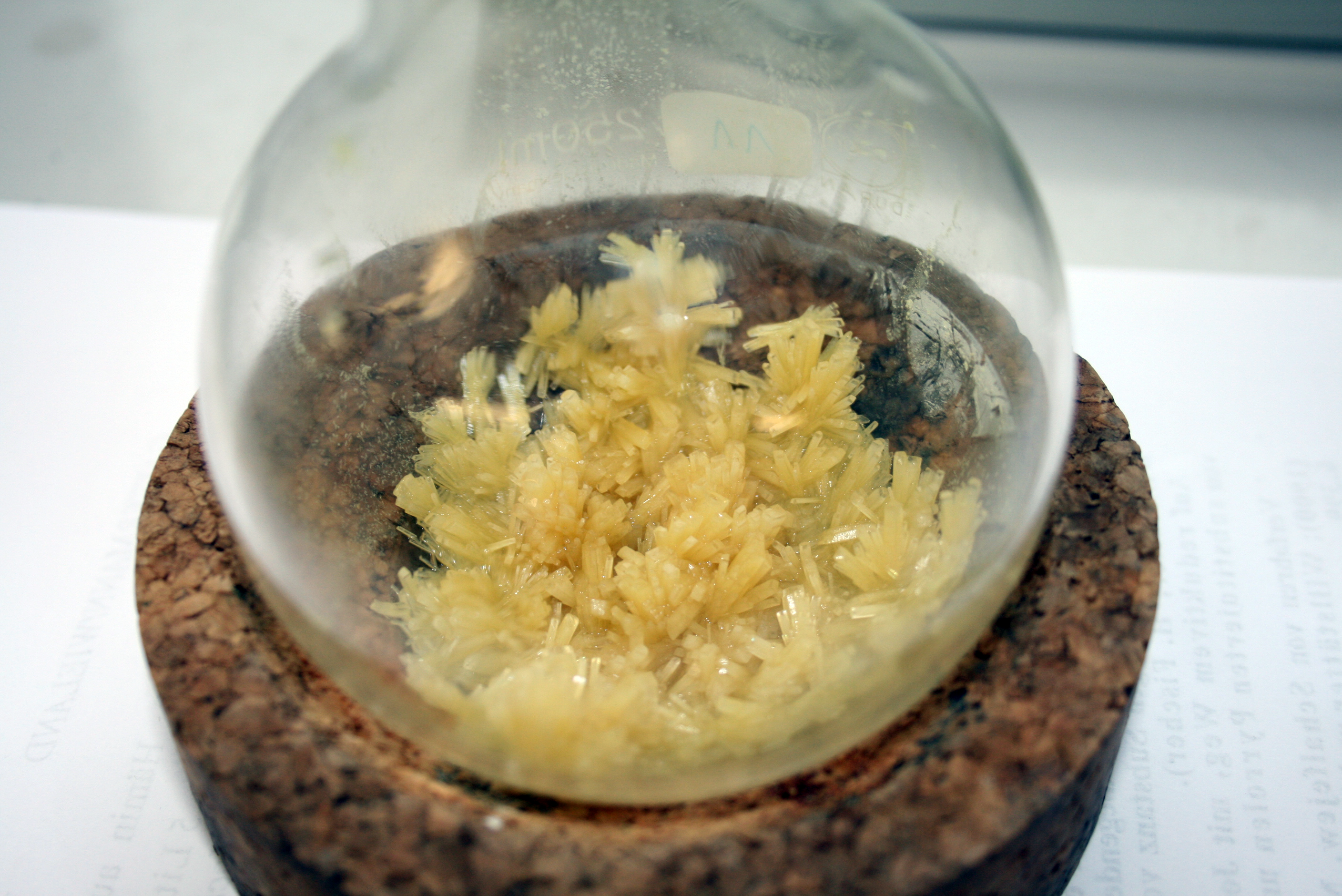
Piperinkristaller skapade från extrakt taget från Pepparplantan (Piper nigrum)

Piperin är en alkaloid. Det är Piperin som ger den starka brännande smaken hos till exempel svartpeppar, vitpeppar (Piper nigrum) och långpeppar (Piper longum), tillsammans med chavicin som är en isomer till piperin.

## Framställning
Piperin finns kommersiellt tillgängligt. Det kan extraheras ur svartpeppar med hjälp av diklormetan.

## Biologisk aktivitet
Styrkan som orsakas av capsaicin och piperin beror på aktivering av värme- och syrakänsliga jonkanaler i nervceller.
Piperin hindrar även CYP3A4 och P-glycoprotein, som är enzymer viktiga för metabolismen och transport av xenobiotika och metaboler.  I djurförsök har piperin visat sig hindra andra enzymer som är viktiga för metabolism av medicin. 
Genom att inhibera metabolismen hos läkemedel kan piperin öka den effektiva mängden hos många föreningar. Till exempel kan biotillgängligheten hos curcumin ökas med 2000% hos människor.. På grund av detta så skall man iakttaga försiktighet med piperin vid medicinering.
I februari 2008 fann forskare att piperin kan stimulera pigmenteringen av huden.
Piperin upptäcktes av Hans Christian Ørsted 1819.